# Établissement de santé privé d'intérêt collectif
Pour les articles homonymes, voir Espic.
En France, un ESPIC est un établissement de santé privé d’intérêt collectif. Il relève entre autres de la loi du 21 juillet 2009 dite « Hôpital, patients, santé et territoire ».

## Histoire
Le décret sur les établissements de santé privés d’intérêt collectif paraît au Journal officiel le 26 mai 2010.
Ce système remplace le service public hospitalier.

## Statut
Les établissements privés à but non lucratif sont gérés par une personne morale de droit privé - généralement une association ou une fondation. Ils ne sont pas soumis aux règles des marchés publics, leur comptabilité est de droit privé et les bénéfices dégagés sont intégralement réinvestis dans l'établissement.
L'enregistrement se fait au niveau du Fichier national des établissements sanitaires et sociaux.

## Différents établissements
La liste des établissements est tenue à jour par l'agence régionale de santé.

### Auvergne Rhône-Alpes
- Groupe hospitalier mutualiste de Grenoble[6].

### Île-de-France
- Hôpital Marie-Lannelongue[7]
- Hôpital Foch[8]